# سفارة السويد في فرنسا
سفارة السويد في فرنسا هي أرفع تمثيل دبلوماسي لدولة السويد لدى فرنسا. تقع السفارة في باريس وهي تهدف لتعزيز المصالح السويدية في فرنسا.

## معرض صور

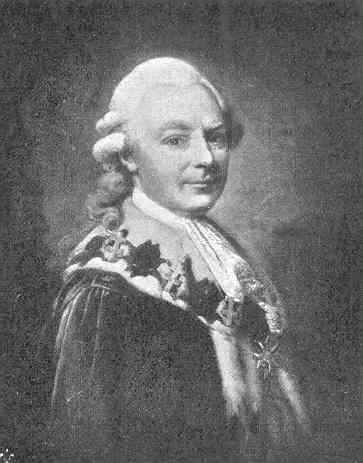
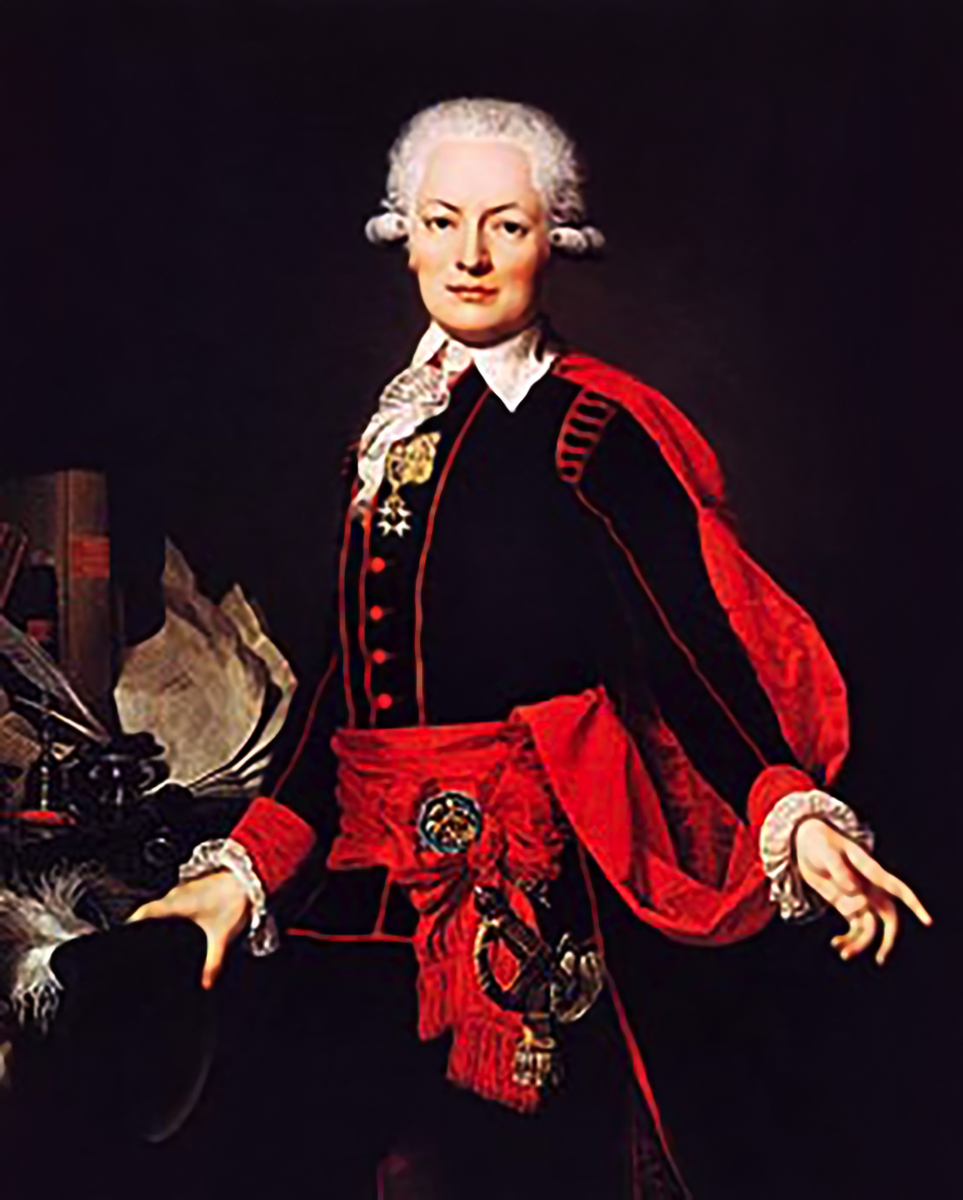
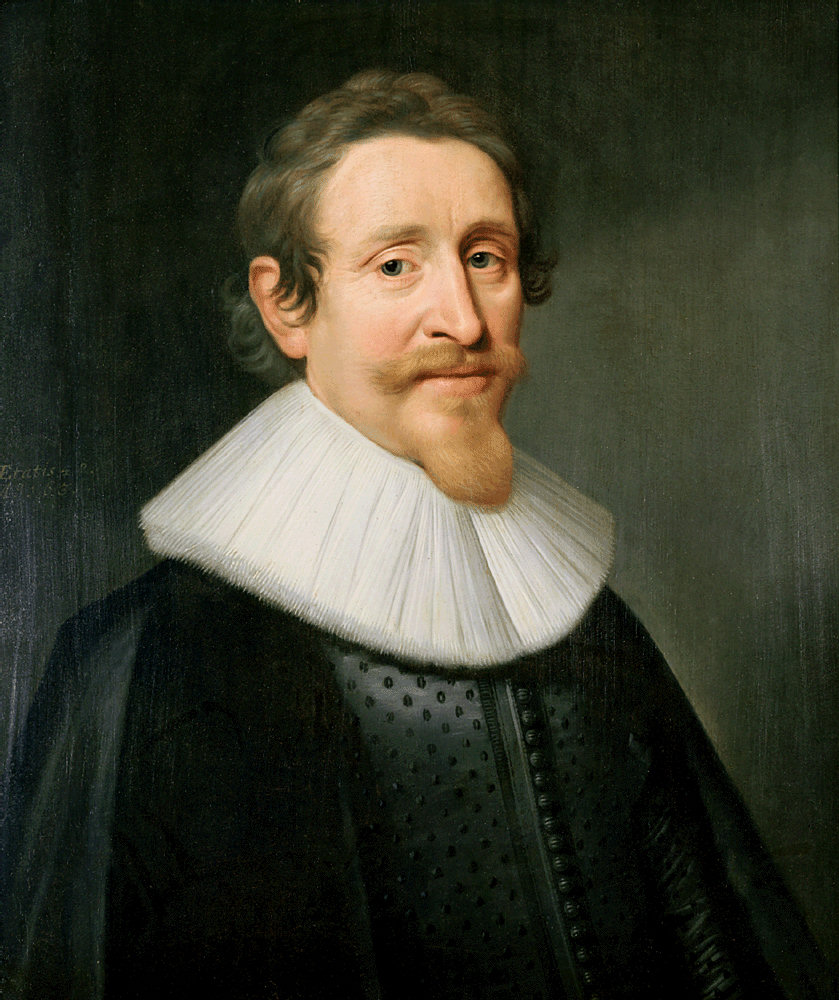
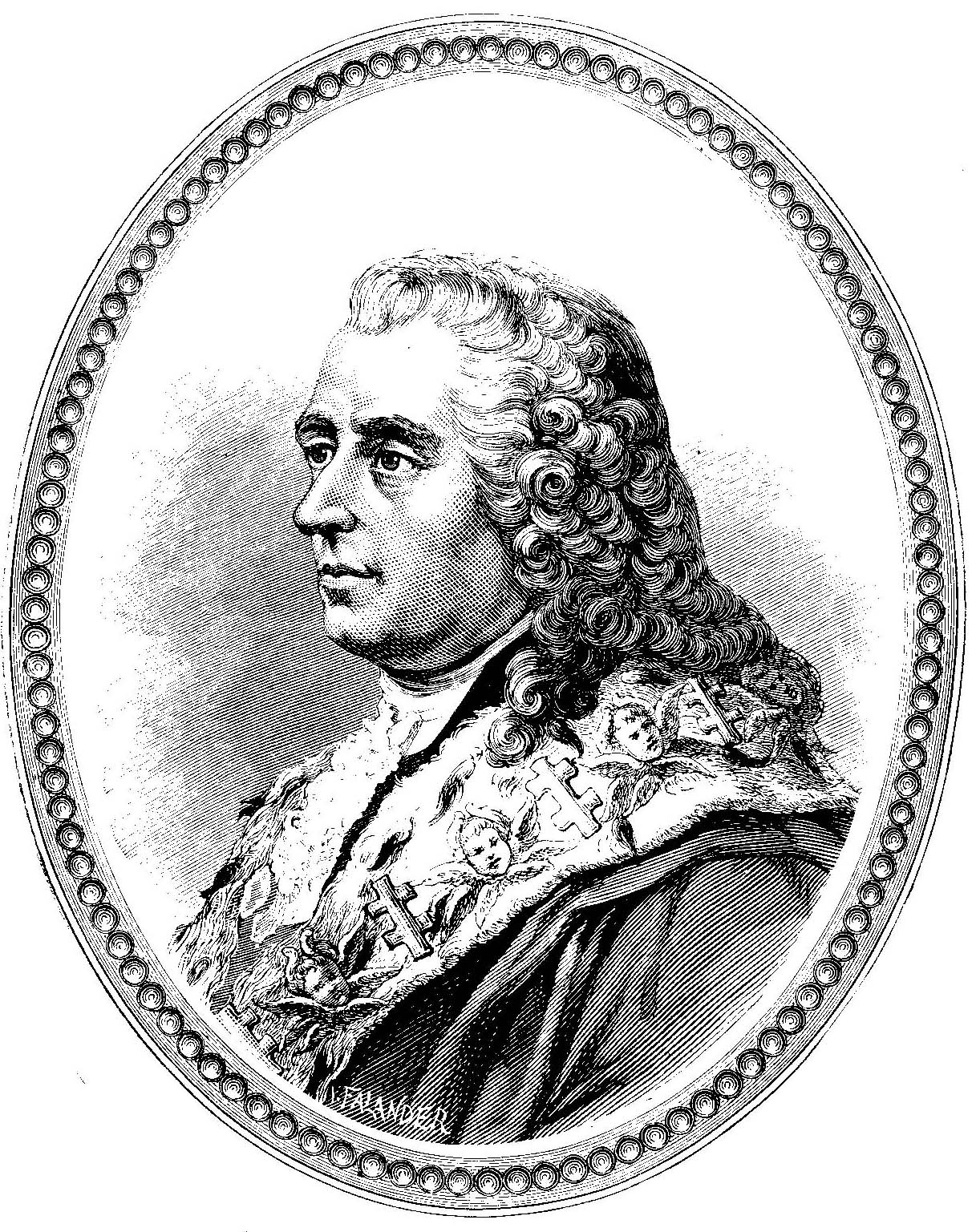
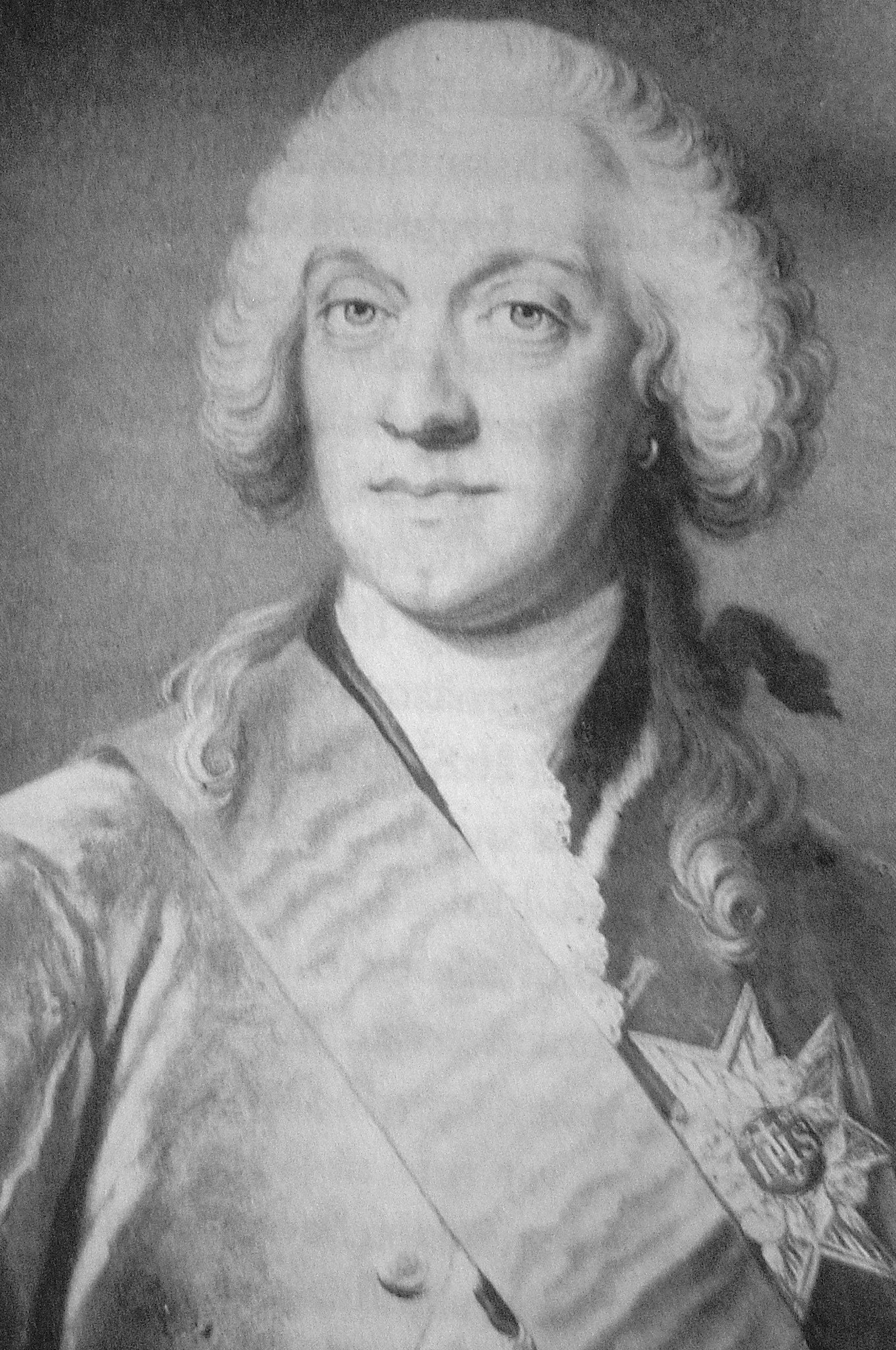

## وصلات خارجية
- الموقع الرسمي
- قائمة سفارات السويد
- قائمة السفارات في فرنسا